# Casemetodik
Casemetodik är en pedagogisk metod som syftar till att ställa studenten inför realistiska problem, beskrivna i ett praktikfall eller "case". Metodiken har en hel del likheter i kunskapssyn och arbetssätt med problembaserat lärande. Handlingen i caset är ofta baserad på fältstudier av verkliga händelser, men kan också bygga enbart på offentligt tillgänglig information (s.k. bibliotekscase). Caset har vanligen en eller flera huvudaktörer som ställs inför ett problem som ska lösas eller ett beslut som ska fattas.
Frågeställningen i ett case bygger på att det inte finns något korrekt svar (däremot kan det finnas felaktiga eller i varje fall orealistiska lösningar), vilket betyder att lärarens roll är att främja studenternas diskussion och egna tänkande, snarare än att vara den som sitter inne med och presenterar kunskapen. Det betyder också att casemetodiken är en aktivitetsinriktad pedagogik, där studentens egen aktivitet före och under casediskussionen är avgörande för lärandet.
Metodiken har sitt ursprung i olika "law schools" i USA, där bl.a. Harvard Law School gjorde en pionjärinsats för att utveckla case för diskussion av rättsfall. I början av 1920-talet övertog och utvecklade Harvard Business School metoden för sina olika utbildningar. I Sverige har metoden använts åtminstone sedan 1960-talet inom företagsekonomiska utbildningar.
Dåvarande Rådet för högre utbildning inrättade 1992-1995 försöksvis ett ”Nationellt centrum för Casemetodik”, förlagt till Stockholms universitet.  Centrums personal representerade ämnena företagsekonomi, juridik och statsvetenskap; uppdraget avsåg emellertid all högre utbildning. Efter försöksperioden ersattes centrum med en "resursperson", stationerad vid Lunds universitet. Företagsekonomiska institutionen vid LU är en framträdande användare av metoden, som även används i den kliniska delen av utbildningen för läkare samt för sjuksköterskor, sjukgymnaster, arbetsterapeuter och hemtjänstpersonal.

## Skillnader och likheter mellan Casemetodik ("case method") och fallundervisning ("case study method")
Det förekommer två typer av undervisningsmetoder som delar samma begrepp men har vissa skillnader och likheter. På engelska används begreppen "case study method" om pedagogiska undervisningsformer som (huvudsakligen) fokuserar på en formell prestation, till exempel finna lämpligt botemedel för en patients sjukdom. Om själva fallet talar man här om fallrapporter/patientfall i första hand, som en aktör (vars handlande inte beskrivs i underlaget) sedan ska behandla/hantera. På svenska användes oftast termen fallundervisning om denna pedagogiska form.
Med ”case method” å andra sidan åsyftas en undervisningsform där man (huvudsakligen) fokuserar på det sokratiska samtalet. I denna egentliga form av casemetodik är fallen (vilka vanligen också benämns case) betydligt omfångsrikare och den person vars handlingar man diskuterar ingår och beskrivs i själva caset.
Likheterna mellan dessa två undervisningsformer är att båda presenterar verkliga situationer för eleverna/studenterna, som de själva får analysera och finna lösningar på. Skillnaderna ligger alltså i diskussionen och hur den aktör som ska agera hanteras: Om denna finns externt utanför fallet eller internt som en person i caseunderlaget.